# Celles-sur-Durolle
Chambon-sur-Dolore là một xã ở tỉnh Puy-de-Dôme trong vùng Auvergne-Rhône-Alpes miền trung nước Pháp. Xã này nằm ở khu vực có độ cao trung bình 960 mét trên mực nước biển.

## Các đô thị giáp ranh
- Trong tổng Saint-Rémy-sur-Durolle: Arconsat, Chabreloche, La Monnerie-le-Montel, Palladuc, Saint-Victor-Montvianeix và Viscomtat
- Trong tổng Mayet-de-Montagne (quận Vichy, tỉnh Allier): Lavoine
- Trong tổng Saint-Just-en-Chevalet (quận Roanne, tỉnh Loire, vùng Auvergne-Rhône-Alpes): Saint-Priest-la-Prugne.